# Anopheles kingi
Anopheles kingi är en tvåvingeart som beskrevs av Samuel Rickard Christophers 1923. Anopheles kingi ingår i släktet Anopheles och familjen stickmyggor. Inga underarter finns listade i Catalogue of Life.